# Simaba guianensis
Simaba guianensis là một loài thực vật có hoa trong họ Thanh thất. Loài này được Aubl. miêu tả khoa học đầu tiên năm 1775.